# Bywell
Bywell est un village et une paroisse civile du Northumberland, en Angleterre. Il est situé sur la rive nord de la Tyne, entre les villes de Hexham et Newcastle. Un pont le relie au village de Stocksfield (en), sur l'autre rive du fleuve. Administrativement, il relevait du district de Tynedale jusqu'à la réforme de 2009. Au moment du recensement de 2011, il comptait 451 habitants.

## Lieux notables

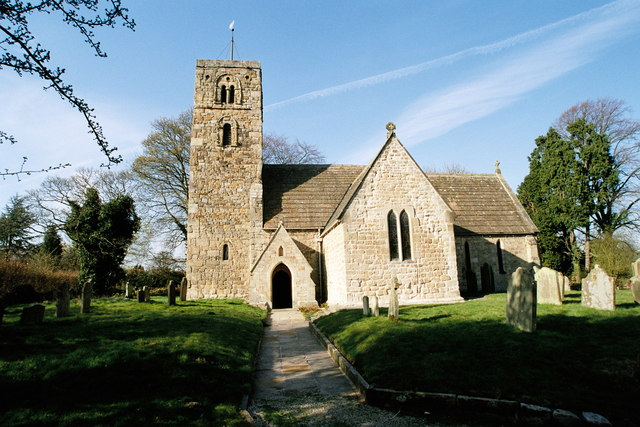
L'église Saint-André.

- l'église Saint-André (en), du VIIIe siècle
- le château de Bywell, du XVe siècle
- Bywell Hall, un manoir du XVIIIe siècle